# Cătălin Copăescu
Cătălin Copăescu (n. 17 noiembrie 1962, Câmpulung) este un medic chirurg român, specializat în chirurgia metabolică și bariatrică (sau chirurgia obezității). Este singurul Chirurg de Excelență din România în chirurgia metabolică și bariatrică, având dublă certificare: europeană (din partea Federației Internaționale pentru Chirurgia Obezității) și americană (din partea Surgical Review Corporation). În prezent, este Șeful Departamentului de Chirurgie și Directorul General al Spitalului Ponderas.

## Scurt istoric
În 1987, a absolvit Facultatea de Medicină Generală, în cadrul Universității de Medicină și Farmacie „Carol Davila”, București. Și-a început apoi activitatea profesională ca medic în cadrul Spitalului Municipal din Câmpulung-Muscel, Argeș, unde a practicat între 1987-1989. 
A făcut rezidențiatul în chirurgie generală la Spitalul Sf. Ioan din București în perioada 1990-1993, urmând ca din 1993 să devină medic specialist în chirurgie generală, iar din 1997 medic primar în chirurgie generală, în cadrul aceluiași spital. 
După ce primește acreditările în laparoscopie (1995, 1996) și bariatrie (2002), Dr. Copăescu dezvoltă și introduce în România tehnici video-asistate de tratament al herniilor, eventrațiilor, bolii de reflux gastro-esofagian, nefrectomie, adrenalectomie și rezecții ale colonului și rectului. În 2002, devine primul chirurg din România care efectuează o intervenție bariatrică pe cale laparoscopică (gastric banding - inel gastric), urmând ca în 2003 să realizeze prima operație de bypass gastric din România. În 2007, introduce în România tehnicile SILS (Single Incision Laparoscopic Surgery - Chirurgie Laparoscopică cu Incizie Unică) și NOTES (Natural Orifice Trans-Endoscopic Surgery - Chirurgie Trans-Endoscopică prin Orificii Naturale).
În 2005 devine Secretar General al Asociației Române de Chirurgie Endoscopică (ARCE), iar în 2006 inițiază și face demersuri pentru dotarea spitalelor din România cu aparatură pentru chirurgie laparoscopică. Peste 2 ani, în 2008, Ministerul Sănătății acordă fonduri în valoare de 8 milioane de euro în susținerea inițiativei ARCE, dotând 42 de spitale din România cu echipamente de chirurgie laparoscopică modernă.
Începând cu 2010, Dr. Cătălin Copăescu devine antreprenor și deschide o clinică dedicată chirurgiei bariatrice, pe care o conduce și în prezent: Spitalul Ponderas (numit inițial Delta Hospital). Aici este Șef al Departamentului de Chirurgie Generală și continuă să profeseze, alături de echipa sa. 
În 2011, Spitalul Ponderas primește acreditare europeană din partea Federației Internaționale pentru Chirurgia Obezității, iar în 2014 primește acreditare americană din partea Surgical Review Corporation. Odată cu primirea acestor acreditări, Dr. Copăescu primește la rândul său distincția de Chirurg de Excelență în același domeniu. Astfel, Ponderas devine singurul Centru de Excelență în chirurgie metabolică și bariatrică din Europa de Est.

## Responsabilități și activități marcante
În prezent, Dr. Cătălin Copăescu este Șeful Departamentului de Chirurgie Generală din cadrul Spitalului Ponderas, București, România. și Director al Centrului Bariatric de Excelență, în cadrul aceluiași spital.

### Fondator al chirurgiei bariatrice laparoscopice din România
În 2002, Dr. Copăescu obține acreditarea pentru chirurgie bariatrică și realizează prima intervenție bariatrică pe cale laparoscopică din România, în cadrul spitalului Sf. Ioan, din București. Interveniția a constat în montarea unui inel gastric. 
Apoi, în 2010, Dr. Cătălin Copăescu deschide Delta Hospital - prima clinică din Europa de Sud-Est dedicată complet bariatriei. În 2013, această clinică își schimbă numele în Spitalul Ponderas.
Tot în 2010, odată cu deschiderea clinicii, a fost lansat și primul program de tratament complex al pacientului metabolic, care include, pe lângă intervenția chirurgicală, și evaluări pre- și post-operatorii detaliate, seminarii despre obezitate si chirurgie bariatrică, precum și planuri de nutriție și monitorizare continuă pe o perioadă nedeterminată a pacienților tratați.
În 2011 are loc prima operație bariatrică efectuată laparoscopic în România care a fost transmisă în direct la un congres internațional: al 22-lea Congres de Chirurgie Digestivă de la Roma.  Dr. Copăescu a realizat cele 2 operații transmise live: o operație de reducere a stomacului (gastrectomie longitudinală sau Gastric Sleeve) și o operație de bypass gastric. Publicul a fost format din 800 de chirurgi din Italia și din alte țări europene. Dr. Copăescu a fost invitat și a acceptat să participe și la ediția din 2012 a aceluiași congres, unde a realizat din nou în direct aceleași două tipuri de intervenții.
În 2012, Dr. Copăescu a introdus în România conceptele de „Chirurgie metabolică” și „Chirurgia diabetului”, pentru ca apoi să le pună în aplicare în cadrul Spitalului Ponderas.
De asemenea, în 2014, Dr. Cătălin Copăescu a realizat primele intervenții laparoscopice 3D full-HD din România - inclusiv bariatrice - în cadrul Spitalului Ponderas. Ulterior, a efectuat și prima interventie bazata pe tehnologie laser Thulium (utilizată în operații de adenom de prostată).

### Activitatea educațională
Din 1994, Dr. Cătălin Copăescu este instructor formator pentru medici români și străini pentru tehnici de laparoscopie. Primul training de acest fel din România a fost susținut în centrul de pregătire din cadrul Spitalului Sf. Ioan din București, sub coordonarea Profesorului Corneliu Dragomirescu. Începând cu 2015, Dr. Copăescu susține aceste cursuri în cadrul Centrului de Instruire în Chirurgie Endoscopică, din cadrul Spitalului Ponderas. Acesta este primul centru de acest fel care deține săli de operație integrate digital și facilități de antrenament pe simulatoare și model suin. Până în prezent, peste 2000 de medici din țară și din străinătate au beneficiat de programele de instruire în laparoscopie organizate de o echipă de chirurgi, anesteziști și asistente, coordonată de Dr. Cătălin Copăescu.
Din 2008 este „Visiting Professor” al Universității de Medicină și Farmacie „Victor Babeș” din Timișoara. Din 2011 este Profesor Asociat în Chirurgie Generală, în cadrul Universității de Medicină și Farmacie „Carol Davila” din București.
In 2013 primește titlul de Cercetător Științific Gradul I, conferit de Ministerul Educației Naționale.

### Titluri
- Chirurg Generalist și pe Specializări Metabolice: laparoscopie, toracoscopie și proceduri deschise pentru patologii benigne și maligne - peste 700 de operații anual[9]
- Cel mai experimentat chirurg român în specializările: chirurgie bariatrică și metabolică, chirurgie laparoscopică pentru repararea herniilor, tratarea laparoscopică a bolii de reflux gastroesofagian și a herniilor hiatale, chirurgie colorectală laparoscopică
- Pionier român al chirurgiei metabolice, al chirurgiei laparoscopice colorectale, al chirurgiei de tip SILS și NOTES
- Instructor de chirurgi pentru specializarea în operații laparoscopice
- Expert în chirurgie laparoscopică din 1994, în cadrul Centrului de Instruire în Chirurgia Laparoscopică din cadrul spitalului Sf. Ioan, București[10]
- Director executiv al Centrului de Instruire pentru Chirurgie Endoscopică (ARCE) DELTA din 2011 - recunoscut de EAES și ASM
- Director al Centrului de Instruire Endoscopică Delta, București, din 2011
- Director executiv al programului "Clinical Immersions and Workshops" pentru echipe internaționale de chirurgi, din 2010 (Grecia, Serbia, Macedonia, Croația, Arabia Saudită, Iordania, Liban, Bulgaria, Letonia, România etc.)
- Președintele celui de-al 23-lea Congres Internațional EAES

## Distincții și acreditări
- Primul și singurul Chirurg de Excelență din România, în chirurgie metabolică și bariatrică, certificat de Surgical Review Corporation, SUA (2014)
- Primul și singurul Chirurg de Excelență din România, în chirurgie metabolică și bariatrică, certificat de EAC-BS, IFSO European Chapter (2011)
- Acreditare pentru chirurgie bariatrică (2002)
- Acreditare în chirurgie laparoscopică din partea „The French Society of Digestive Surgery - Laparoscopic Techniques” (1996)
- Acreditare națională pentru chirurgie laparoscopică și toracică (1995)

### Premii naționale și internaționale
1. Premiul „Iuliu Hațieganu” al Academiei Române pentru lucrarea „Atlas de chirurgie minim invaziva. Tehnici avansate - Minimally Invasive Surgery Atlas. Advanced Techniques” Atlas și CD, Ed. Celsius, Bucuresti, 2000, sub redacția I. Popescu, C. Dragomirescu
2. Premiul pentru rezultate profesionale deosebite obținute în anul 2006 în specialiteatea chirurgie - „Best Surgeon”, Gala Premiilor de Excelență Medic.ro, ediția a III-a - 2006
3. Premiul „Best Poster” în cadrul EAES - 2009
4. Diplomă de Excelență acordată de UMF „Carol Davila” pentru prezentarea „Tumoră Renală Stânga la Pacient cu Obezitate Morbida- Abord laparoscopic” - Octombrie 2011
5. Premiul „Cel mai performant management medical privat” - Gala Sănătății, 2011
6. Premiul III acordat de Societatea Română de Cardiologie în cadrul „Young Investigator Session” - M. E. Iancu, C. A. Copaescu, M. Serban, C. Ginghina - „Reversibilitatea disfuncției diastolice la obezi după scăderea ponderală prin gastrectomie longitudinală” - al 51-lea Congres Național de Cardiologie - Sinaia, 4-6 octombrie 2012
7. Premiul „Antreprenorul Anului” - primit la Gala Premiilor de Excelență în Resurse Umane, ediția a 4-a, 2012[11]
8. Medalia „Dan Setlacec - Profesor de Chirurgie” - martie 2014
9. Premiul pentru cel mai bun management al unui spital privat în 2014, în cadrul Galei Jurnalului Românesc de Management în Sănătate - 3 aprilie 2015

### Membru în asociații și organizații
- Membru al Adunării Generale a Colegiului Medicilor din România - 2011-2015, 2016-prezent
- Membrul al Consiliului General al Colegiului Medicilor din București - din 2016
- Secretarul General al ARCE - 2005-2015, Președinge al ARCE - 2015-2017 și președinte ales între 2017-2019
- Membru al Comitetului EAES pentru Educație și Formare - 2011-2015
- Președinte al celui de-al 23-lea Congres Internațional EAES
- Membru al Comitetului de Excelență în Managementul Chirurgiei Bariatrice și Metabolice pentru Acreditările EAC-BS - din 2012
- Membru al Comitetului UEG pentru Educație și Formare (reprezentând EAES) - din 2015
- Membru al Comitetului de Comunicare din cadrul filialei europene a IFSO - din 2015
- Evaluator și referent pentru specializările de chirurgie a obezității, ale tehnicilor colorectale și a endoscopiei chirurgicale - Acta Endocrinologica, Chirurgia
- Instructor formator pentru Europa de Est, Orientul Mijlociu și Asia pentru proceduri laparoscopice colorectale, bariatrice și pentru hernii
- Membru al Comitetului pentru Educație și Formare din cadrul „United European Gastroenterology” (UEG) - din 2015
- Membru al Societății Române de Chirurgie - din 1994
- Membru co-fondator al Asociației Române de Chirurgie Endoscopică - din 2002 
  - Secretar General - 2006-2013
  - Președinte Ales - 2013-2015
  - Președinte al celui de-al 8-lea Congres ARCE
  - Președinte al ARCE - 2015-2017
- Membru co-fondator al Asociației Române de Chirurgie Bariatrică - din 2006
- Administrator și membru co-fondator al Fundației pentru Chirurgie Laparoscopică și Toracoscopică - din 1999
- Membru al Federației Internaționale a Chirurgiei Obezității - IFSO - din 2005
- Membru al Asociației Europene a Chirurgiei Endoscopice - EAES - din 2000
  - Membru al grupului NOTES - 2008-2009
  - Membru și președinte al membrilor apartenenți - Comitetului pentru Educație și Formare al EAES - 2011-2015
  - Președintele celui de-al 23-lea Congres EAES
- Membru al Societății Europene a Endoscopiei Gastrointestinale (ESGE) - din 2007
- Membru al Asociației Internaționale a Chirurgilor Gastroenterologi și Oncologi (IASGO) - din 2000
- Membru al Societății Europene pentru Nutriție Clinică și Metabolism (ESPEN) - din 2006
- Membru al grupului European Digestive Surgery - din 1996
- Membru co-fondator al Asociației pentru Suportul Pacienților Obezi - din 2009
- Membru al Societății pentru Tehnologie și Inovație Medicală (SMIT E.V.) - din 2009
- Membru co-fondator al Societății Est-Europene pentru Chirurgie Robotică (SEERSS) - din 2010
- Membru al Societății Americane pentru Chirurgie Metabloică și Bariatrică (ASMBS) - din 2010
- Membru onorific al Societății Sârbești de Chirurgie - din 2010
- Membru în Comitetul Clubului Internațional al Bariatriei (IBC) - din 2012
- Membru fondator al Societății Române de ColoPproctologie (SRCP) - din 2012 și Membru de Onoare din 2016
- Membru al Societății Europene de ColoProctologie (ESCP) - din 2012
- Membru al Societății Române pentru Diabet, Nutriție și Boli Metabolice - din 2015[12]

### Proiecte de cercetare
1. Optimizarea actului medical prin abordarea litiazei veziculare prin chirurgie laparoscopică, contract cu Academia Română - The optimization of the medical care by laparoscopic surgery for gallstones approach, contract with The Romanian Academy (1995-1996) - C. Copăescu, Cercetător
2. Optimizarea tratamentului defectelor parietale prin chirurgie laparoscopică cu utilizarea de plase colagenate, contract cu Academia Română - The optimization of the treatment of the parietal defects by laparoscopic surgery with collagen nets, contract with The Romanian Academy (1997-1998) - C. Copaescu, Cercetător
3. Cancerul colorectal - Studii clinice, anatomopatologice și de biologie moleculară - Colorectal cancer - clinical, anatomopathological and molecular biology studies - Coordonator de Program, VIASAN: Universitatea din București (2003-2004)
4. Cercetări privind realizarea de echipamente opticomecanice, optoelectronice și mecanice destinate investigării și chirurgiei mininvazive aplicate la organele umane din cavitatea toracică și abdominală, cercetător prin contract cu Institutului de cercetare-dezvoltare pentru industria optică  - Research regarding optomechanical, optoelectronical and mechanical equipment for the investigation of minimally invasive surgery for thoracic and abdominal cavity human organs, contract with the Optical Industry Research and Development Institute - „PROOPTICA” S.A. (1999-2000) - C. Copăescu, Cercetător
5. Medicina Mileniului III: Utilizarea Tehnicilor Endoscopice În Microchirurgia Reconstructivă - The IIIrd Millenium Medicine: Using of the Endoscopic Techniques in Reconstructive Microsurgery (Acronim: ENDOMICROREC) - În parteneriat cu UMF „Victor Babeș”, Timișoara și UMF „Carol Davila”, București (2006-2009) - C. Copăescu, Cercetător
6. Rolul Lipidelor Membranare În Răspunsul Celulelor Tumorale La Tratament Citostatic - The Role of the Membrane Lipids in the Response of the Tumoral Cells in Cytostatic Treatment (LIPTUM) - În parteneriat cu Centrul Internațional pentru Biodinamică - C. Copăescu, Cercetător
7. Factori predictivi ai răspunsului serologic, imagistic, imunohistochimic și histologic hepatic la pacienții cu obezitate morbidă și ficat gras nonalcoolic supuși chirurgiei bariatrice - Predictive factors of the serologic, imagistic, immunohistochemical and histologically hepatic in patients with morbid obesity and fatty nonalcoholic liver who underwent bariatric surgery - (BAROFAT) (2008-2012) - Coordonator Proiect - Dr. Becheanu, IC Fundeni, Manager Proiect în cadrul Spitalului Sf. Ioan (partner 2) – C. Copăescu
8. Integrarea Particularităților Genetice Și Clinico-Biologice Într-un Aloritm Decizional Asisitat Informatic pentru Diagnosticul și Tratamentul Obezității - Genetic and Clinical-Biological Particularities Integration in an Informatic Assisted Decisional Algorithm for the Obesity Diagnosis and Treatment - (GENOBINT) - Coordonator Proiect - UMF „Carol Davila” Dr. Sârbu, Spitalul Elias (2008-2012), Manager Proiect, Spitalul Sf. Ioan (partner 3) – C. Copăescu
9. Noi perspective în abordarea clinică, anatomopatologică și moleculară a unor cancere epiteliale cu susceptibilitate familială - New perspectives in the clinical, anatomopathological and molecular approach of some epithelial cancers with familial susceptibility - (2008-2012) - Coordonator Proiect, Valeria Tica, Universitatea București, Baza de Cercetare cu Utilizatori Multipli - Biologie Moleculară - Manager Proiect, Spitalul Sf. Ioan (partener 1) - C. Copăescu
10. Trial clinic HELSIN PALO-04-06 Study (2006) - C. Copăescu - Investigator Principal
11. „Tantalus for the treatment of patients with Type II Diabetus Mellitus” – C. Copăescu - Investigator Principal (2010-2011)
12. CREDOR (Collaborative Romanian Efforts for Diabetes an Obesity Retrench) finanțat de Ministerul Educației și Spitalul Ponderas. Coordonator - Cătălin Copăescu. Parteneri: Spitalul Ponderas, Institutul Național de Diabet, Nutriție și Boli Metabolice „Prof. Dr. N. Paulescu” București, Institutul de Biologie și Patologie Celulară „Nicoale Simionescu” și  Universitatea de Medicină și Farmacie „Carol Davila”
13. (GEMINI) Bypass Gastro-Enteric pentru Pacienții Obezi cu Diabet, Bazat pe Intervenții Endoscopice Mininvazive - P1 Cătălin Copăescu. CO - UMF Craiova, P1 - Universitatea din Craiova, P2 - Spitalul Delta București, P2 - Tg. Mureș

## Publicații și evenimente
Primul Simpozion Național de Chirurgie Bariatrică a fost creat de Dr. Copăescu în 2009. Acest eveniment continuă să se desfășoare anual, până în prezent.
Dr. Cătălin Copăescu a publicat 23 de referate originale și este autor și coautor a multiple capitole distincte în tratate de chirurgie.      

### Autor
1. C. Copăescu, C. Dragomirescu - „Tratamentul laparoscopic al bolii de reflux gastroesofagian - The Laparoscopic Treatment of the Gastroesophageal Reflux Disease”, C. Dragomirescu, I. Popescu „Actualități în Chirurgie”, Pag. 92-102, 1998, Editura Celsius
2. C. Copăescu CD „Atlas de chirurgie minim invaziva - Atlas of Minimally Invasive Surgery”, Editor C. Dragomirescu, I. Popescu, Ed. Academiei Române, București, 2000
3. C. Copăescu - „Histerectomie Laparoscopică, Chirurgie Laparoscopică Ginecologică - Principii și Tehnici - Laparoscopic Hysterectomy, Laparoscopic Gynecologic Surgery - Principles and Techniques” - sub redacția G. Peltecu, 2000
4. C. Copăescu, R. Munteanu, C. Dragomirescu - „Echipament și Instrumentar - Medical Equipment and Instruments”, sub redacția G. Peltecu - „Chirurgie Laparoscopică Ginecologică - Principii și Tehnici - Laparoscopic Gynecologic Surgery - Principles and Techniques”, Ed. Bic All, 2001
5. C. Copăescu, „Patologia Chirurgicală a Glandelor Suprarenale - Adrhenal Glands Surgical Pathology” în „Tratat de patologie chirurgicală - Book of Surgical Pathology” ,sub redacția N. Angelescu, Editura Medicală, București, 2003
6. C. Copăescu, „Patologia Chirurgicală a Suprarenalei - Adrenal Gland Surgical Pathology” în „Tratat de patologie chirurgicală - Book of Surgical Pathology”, sub redacția I. Popescu, Editura Academiei Române, 2008
7. C. Copăescu - „Chirurgia laparoscopică a Obezității morbide - Laparoscopic Surgery of Morbid Obesity”, Editura Medicală, București, 2011
8. C. Copăescu - „Chirurgia Adrenală Laparoscopică - Laparoscopic Adrenal Surgery”, Atlas of Surgery, Editura Celsius, 2011
9. C. Copăescu - „Fundoplicătura Nissen pe cale laparoscopică - Laparoscopic Nissen Fundoplication”, Enciclopedia de Chirurgie, Anul 6, Vol. 1 A-B, 2011
10. C. Copăescu - „Suprarenalectomia laparoscopică - Laparoscopic Suprarenalectomy”, Enciclopedia de Chirurgie, Anul 6, Vol. 2 A-B, 2011
11. C. Copăescu - „Tratamentul Laparoscopic al Bolii de Reflux Gastro Esofagian - Laparoscopic Treatment of Gastro Esophageal Reflux Disease”, Enciclopedia de Chirurgie, Editura Celsius, 2011
12. C. Copăescu - „Gastrectomie Longitudinală Laparoscopică - Laparoscopic Sleeve Gastrectomy”, Enciclopedia de Chirurgie, Editura Celsius, 2012
13. C. Copăescu - „Bypass Gastric Laparoscopic - Laparoscopic Gastric Bypass”, Enciclopedia de Chirurgie, Editura Celsius, 2012
14. C. Copăescu - „Repararea Laparoscopică a Herniilor - TEP - Laparoscopic Hernia Repair - TEP”, Enciclopedia de Chirurgie, Editura Celsius, 2012
15. C. Copăescu - „Miomectomie Laparoscopică - Laparoscopic Myomectomy”, Enciclopedia de Chirurgie, Editura Celsius, 2013
16. C. Copăescu - „Chirurgia Bariatrică - Bariatric Surgery”, în Chirurgie, C.Ciuce et al., 2013 (în presă)
17. C. Copăescu - „Duodenal Switch Laparoscopic - Laparoscopic Duodenal Switch”, EAES, Manual, 2015
18. C. Copăescu, Maura Priboi - „Boala de Reflux Gastro Esofagian”, capitol în cartea „Tratat de Patologie Chirurgicală”, coordonatori Irinel Popescu, Constantin Ciuce, Editura Academiei Române, 2015
19. C. Copăescu, Bogdan Smeu „Obezitatea Morbidă”, capitol în cartea „Tratat de Patologie Chirurgicală”, coordonatori Irinel Popescu,Constantin Ciuce, Editura Acadedmiei Române, 2015

### Coautor
1. C. Dragomirescu, M. Litescu, C. Copăescu – „Chirurgia mininvazivă videoendoscopică a sistemului endocrin - Minimally invasive videoendoscopic surgery of the endocrine system”, C. Dragomirescu, I. Popescu, Actualități în Chirurgie - Actualities in Surgery
2. N. Iordache, C. Copăescu, M. Litescu - „Obezitatea morbidă - Morbid Obesity” în „Tratat de patologie chirurgicală - Book of Surgical Pathology” sub redacția I. Popescu, Editura Academiei Române, 2008
3. Surlin V., C. Copăescu, Săftoiu A. - „An Update to Surgical Management of Inflammatory Bowel Diseases”. Capitol în cartea "Inflammatory Bowel Disease" editată de Imre Szabo, ISBN 978-953-51-0879-5, Publicată: 5 decembrie 2012, Publicată online: 5 decembrie 2012, Publicată în ediție print: decembrie 2012
4. Victor Tomulescu, Cătălin Copăescu - „Litiaza Biliară”, p. 624-642 - Capitol în cartea „Tratat de Chirurgie Biliopancreatică și Transplant Hepatic”, coordonator Irinel Popescu, Editura Acadedmiei Române, 2016

### Peer Reviewer
1. Chirurgia Obezității (Obesity Surgery) - ISSN: 0960-8923 (Print), 1708-0428 (Online) – Factor de impact 3.102 (2012)
2. Endoscopia Chirurgicală (Surgical Endoscopy) - ISSN: 0930-2794 (Print), 1432-2218 (Online) – Factor de impact 4.013
3. Tehnici în Coloproctologie (Techniques in Coloproctology) - ISSN: 1123-6337 (Print), 1128-045X (Online) – Factor de impact 1.288
4. Acta Endocrinologica - ISSN: 843-066X - Factor de impact 0.183
5. Chirurgia - ISSN: 1221-9118 (Print), 1842–368X (Online) - Factor de impact ISI 2012: 0.777
6. Jurnalul Mondial al Gastroenterologiei (World Journal of Gastroenterology) - ISSN: 1007-9327 (Print), 2219-2840 (Online) - Factor de impact: 2.547 (2012)